# Paloisjärvi och Kilpijärvi
Paloisjärvi och Kilpijärvi är en sjö i Finland. Den ligger i kommunen Idensalmi i landskapet Norra Savolax, i den centrala delen av landet, 400 km norr om huvudstaden Helsingfors. Paloisjärvi och Kilpijärvi ligger 85,9 meter över havet. Den är 18,1 meter djup. Arean är 9,07 kvadratkilometer och strandlinjen är 54,24 kilometer lång. Sjön  ingår i Vuoksens huvudavrinningsområde. 